# Zelgoszcz (gromada)
Zelgoszcz – dawna gromada, czyli najmniejsza jednostka podziału terytorialnego Polskiej Rzeczypospolitej Ludowej w latach 1954–1972.
Gromady, z gromadzkimi radami narodowymi (GRN) jako organami władzy najniższego stopnia na wsi, funkcjonowały od reformy reorganizującej administrację wiejską przeprowadzonej jesienią 1954 do momentu ich zniesienia z dniem 1 stycznia 1973, tym samym wypierając organizację gminną w latach 1954–1972.
Gromadę Zelgoszcz z siedzibą GRN w Zelgoszczy utworzono – jako jedną z 8759 gromad na obszarze Polski – w powiecie starogardzkim w woj. gdańskim na mocy uchwały nr 23/III/54 WRN w Gdańsku z dnia 5 października 1954. W skład jednostki wszedł obszar dotychczasowej gromady Zelgoszcz ze zniesionej gminy Lubichowo, a także miejscowości Wielki Bukowiec, Drewniaczki i Nowy Bukowiec z dotychczasowej gromady Wielki Bukowiec oraz obszar o powierzchni 73 ha (wrzynający się w granice dotychczasowej gromady Wielki Bukowiec, położony po obydwu stronach linii kolejowej Skórcz-Lubichowo) z dotychczasowej gromady Wolental ze zniesionej gminy Skórcz – w tymże powiecie. Dla gromady ustalono 17 członków gromadzkiej rady narodowej.
1 stycznia 1962 gromadę zniesiono, a jej obszar włączono do gromad: Pączewo z siedzibą w Skórczu (miejscowości Wielki Bukowiec i Drewniaczki) i Lubichowo (miejscowość Zelgoszcz) w tymże powiecie.